# Sheyla Eulogio
Sheyla Eulogio Paucar (* 22. Februar 1998) ist eine peruanische Leichtathletin, die sich auf den Langstreckenlauf spezialisiert hat. 2025 wurde sie in Mar del Plata Südamerikameisterin im 5000-Meter-Lauf.

## Sportliche Laufbahn
Erste Erfahrungen bei internationalen Meisterschaften sammelte Sheyla Eulogio im Jahr 2015, als sie bei den Juniorensüdamerikameisterschaften in Cuenca in 10:12,84 min die Silbermedaille im 3000-Meter-Lauf gewann. Bei den Crosslauf-Weltmeisterschaften 2017 in Kampala gelangte sie nach 21:22 min auf den 33. Platz im U20-Rennen und anschließend gewann sie bei den U20-Südamerikameisterschaften in Leonora in 18:35,70 min die Bronzemedaille im 5000-Meter-Lauf und sicherte sich über 3000 Meter in 10:10,06 min erneut die Silbermedaille. Daraufhin belegte sie bei den U20-Panamerikameisterschaften in Trujillo in 10:02,35 min den siebten Platz über 3000 Meter und wurde in 17:18,12 min Vierte über 5000 Meter. Im Jahr darauf gewann sie bei den U23-Südamerikameisterschaften in Cuenca in 17:58,99 min die Silbermedaille über 5000 Meter hinter ihrer Landsfrau Saida Meneses und musste sich auch im 10.000-Meter-Lauf in 38:18,86 min nur ihrer Landsfrau Thalía Valdivia geschlagen geben. Nach einer mehrjährigen Wettkampfpause bestreitet sie seit 2024 wieder Rennen und siegte im Jahr darauf in 15:51,27 min über 5000 Meter bei den Südamerikameisterschaften in Mar del Plata. Kurz zuvor stellte sie beim Berliner Halbmarathon mit 1:10:13 h einen Landesrekord im Halbmarathon auf.
2024 wurde Eulogio peruanische Meisterin im 10.000-Meter-Lauf sowie 2025 über 5000 Meter.

## Persönliche Bestleistungen
- 3000 Meter: 9:32,67 min, 27. April 2024 in Lima
- 5000 Meter: 15:51,26 min, 30. März 2025 in Lima
- 10.000 Meter: 35:18,66 min, 5. April 2024 in Lima
- 10-km-Straßenlauf: 36:53 min, 5. November 2017 in Lima
- Halbmarathon: 1:10:13 h, 6. April 2025 in Berlin (peruanischer Rekord)
- Marathon: 2:27:52 h, 23. Februar 2025 in Sevilla